# Hisako Koyama
Hisako Koyama (1916 – 6 d'abril del 1997) fou una astrònoma observadora solar. Durant moltes dècades va fer una detallada observació de taques solars i els seus esbossos han contribuït a reconstruir el registre de taques solars des de 1610. D'aquesta manera va contribuir en gran manera a l'estudi dels cicles d'activitat solar i les seves fluctuacions a llarg termini. Koyama va treballar durant més de 40 anys com a membre del Museu Nacional de la Natura i la Ciència de Tòquio i va fer més de 10,000 esbossos del Sol durant la seva vida.

## Vida
Koyama va néixer a Tòquio l'any 1916. A la dècada del 1930 es va graduar en una escola de secundaria per noies de Tòquio. Segons ella mateixa "D'aquesta manera, vaig assolir un nivell d'educació que per moltes noies en aquells moments nomes podien somiar". Va començar a estudiar astronomia pel seu interès pels meteors. Aquest creixent interès va dur a Koyama a llegir llibres per aficionats d'astronomia, visites a planetaris, etc arribant a muntar un petit telescopi i polir les seves  lents seguint les instruccions del propietari de la tenda del Tonichi Planetarium a Yuraku‐cho, Tòquio.
A la primavera de l'any 1944, el seu pare li va regalar un telescopi refractor de 36 mm X 60. Koyama va voler unir-se a l'Associació Astronòmica Oriental (AAO) del Japó per observar la lluna però veient que el seu telescopi era insuficient per aquest tipus d'observacions va començar a observar taques solars. Aquell mateix any va enviar els seus primers esbossos al president de la secció Solar de la AAO del Japó, el professor Issei Yamamoto de la Universitat de Kyoto, qui va donar-li una resposta molt encoratjadora. Va començar així una extraordinària carrera amateur i professional. Guiada pel professor Yamamoto, durant l'any 1945 Koyama va començar a fer esbossos fent servir la tècnica de "visió directa atenuada". Aquest mètode consisteix a projectar imatges des d'un telescopi sobre un full de paper, on després ella esbossaria les característiques solars visibles i documentaria informació d'observació notable.

## Vida professional
El 1946, Koyama va començar a treballar com a observador professional del personal del Museu Nacional de la Natura i la Ciència de Tòquio i que llavors s'anomenava Museu de Ciència de Tòquio. Treballava juntament amb l'astrònom en cap del museu, Sadao Murayama. Per les seves observacions, i fins al final de la seva carrera, va fer servir el telescopi refractor de 20 centímetres del museu, situat al terrat del mateix.
Koyama vivia relativament a prop del museu i feia observacions solars diàriament. També participava en les activitats de divulgació al museu.
Es va retirar oficialment el 1981 però va continuar col·laborant-hi com a membre del museu 10 anys més. Entre els anys 1947 i 1981 Koyama va documentar més de 8 mil grups de taques solars que van ser publicades en un monogràfic el 1985.

## Llegat
Si bé Koyama era força coneguda entre entusiastes amateurs de l'astronomia pels èxits de les seves observacions solars i per la seva tasca de divulgació al Museu Nacional de la Natura i la Ciència, no era especialment coneguda entre els astrònoms professionals.
Després de la mort de Koyama, diverses reavaluacions de les series d'observacions solars en la historia de l'astronomia han revelat la importància de la tasca feta per Koyama. En particular, la reavaluació de les observacions solars durant 400 anys des de les primeres observacions fetes per Thomas Harriot i Galileo Galilei el 1610 entre d'altres (Pierre Gassendi, Johann Caspar Staudacher, Heinrich Schwabe, o Rudolf Wolf) i, l'informe conjunt de professors de la Universitat de Colorado a Boulder i de la Societat japonesa per a la promoció de la ciència, el 2017.
Els esbossos de taques solars de Koyama es conserven al Museu Nacional de la Natura i la Ciència de Tòquio.
Shuichi Nakano va proposar a la Unió Astronòmica Internacional nomenar l'asteroide número 3383 (codi provisional 1951AB) "Koyama", i es va anunciar que la denominació va ser aprovada a la Circular d'Asteroides publicada el 16 de desembre de 1986.

## Publicacions
- Koyama, H. (1985). Observations of Sunspots 1947–1984. Tòquio: Kawade Shobo Shinsha Publishers.